# Burgemeester
Een burgemeester is een bestuursfunctionaris op gemeentelijk niveau. Internationaal is er een verscheidenheid aan functies en macht die een burgemeester heeft.

## Etymologie
Vroeger sprak men van borghmeester, burchmeester of borgermeyster, dat wil zeggen hoofd van borg of burg (stad, wijk).

## België

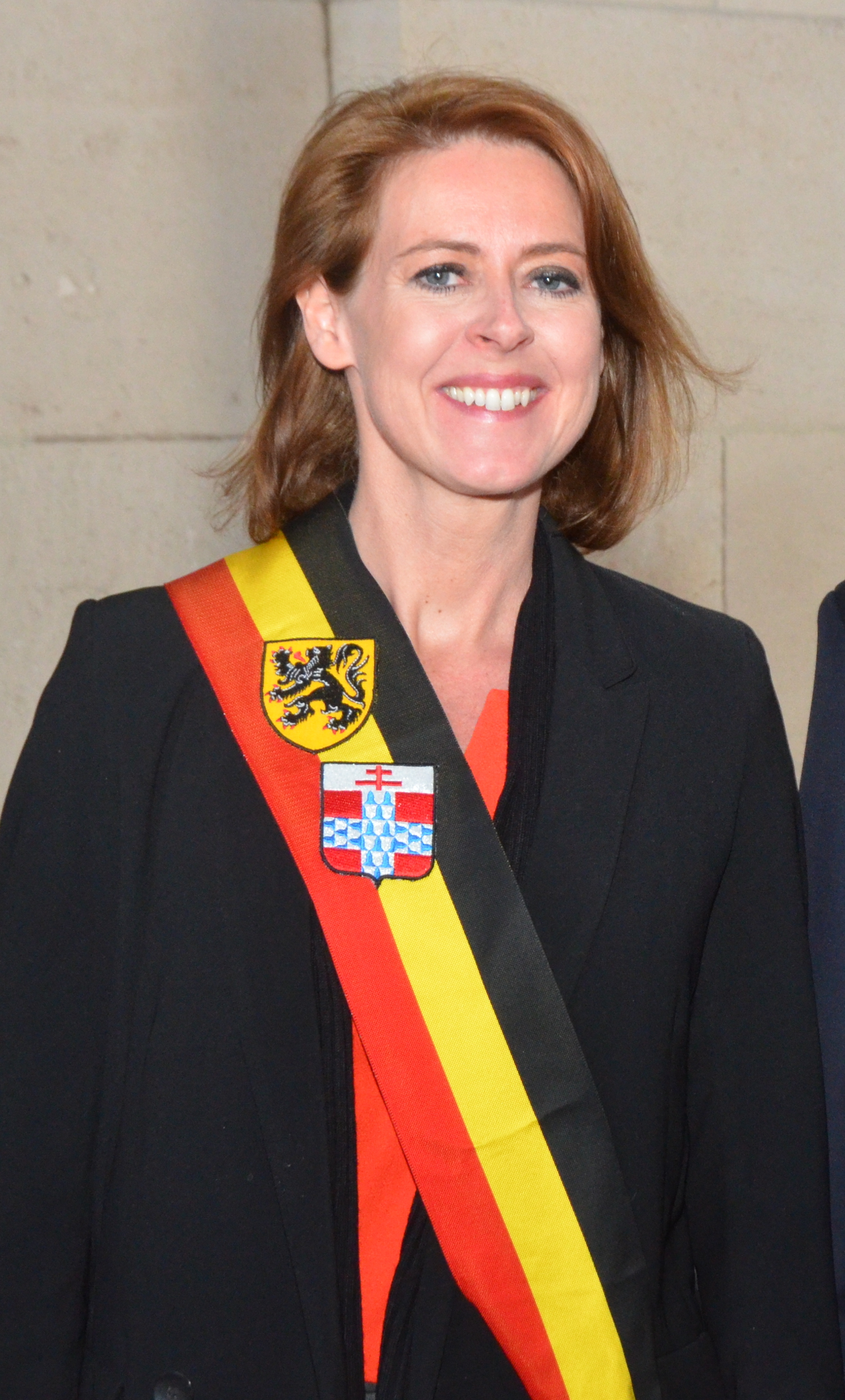
Emmily Talpe, voormalig burgemeester van Ieper, met de traditionele sjerp

### Benoeming
De burgemeester is in België het hoofd van het gemeentebestuur en wordt door de gewestregering benoemd uit de leden van de gemeenteraad voor een periode van zes jaar. De gemeenteraadsleden kunnen daarvoor kandidaten voordragen bij de provinciegouverneur. Een kandidaat-burgemeester heeft de steun nodig van de meerderheid van zijn eigen fractie. De steun van de meerderheid in de hele gemeenteraad is formeel niet nodig, maar is bijna altijd het geval. In uitzonderlijke gevallen kan de burgemeester ook worden benoemd buiten de verkozenen voor de gemeenteraad.
De burgemeester staat aan het hoofd van de gemeentelijke administratie en is meestal voorzitter van de gemeenteraad (sinds 2007 kan in Vlaanderen een gemeenteraad zijn eigen voorzitter kiezen) en het college van burgemeester en schepenen. Daarnaast staat hij ook aan het hoofd van de lokale politie op bestuurlijk vlak of zetelt hij in de politieraad indien het lokale politiekorps verschillende gemeenten bedient. Hij moet ervoor zorgen dat de wetten en de besluiten van hogere overheden uitgevoerd worden.
Belgische burgemeesters dragen een sjerp in de kleuren van de Belgische vlag. Franstalige burgemeesters heten in België "bourgmestre"; opmerkelijk want in Frankrijk heet de functie "maire" (letterlijk "meier").
Bij de staatshervorming van 2001 (Lambermontakkoord) werd de bevoegdheid inzake de organisatie van de lokale besturen overgedragen aan de drie Gewesten, zodat er geleidelijk aan verschillende regelingen ontstaan voor het Vlaams Gewest, het Waals Gewest en het Brussels Hoofdstedelijk Gewest. Het Vlaams Parlement keurde op 6 juli 2005 een nieuw gemeentedecreet goed waarin de rol en bevoegdheden van alle actoren in de lokale besturen grondig werden geherdefinieerd.
In Wallonië wordt sinds 2006 de burgemeester zo goed als rechtstreeks verkozen: de verkozene met de meeste voorkeurstemmen op de lijst met de meeste stemmen binnen de gevormde meerderheidscoalitie, wordt automatisch voorgedragen als burgemeester. Sinds de verkiezingen van 2024 heeft ook de Vlaamse regering dit ook in Vlaanderen ingevoerd, samen met enkele andere nieuwe regels.
In Brussel en Wallonië luidt de eed die burgemeesters moeten afleggen nog steeds "Je jure fidélité au Roi, obéissance à la Constitution et aux lois du peuple belge." terwijl dit in Vlaanderen slechts "Ik zweer de verplichtingen van mijn mandaat trouw na te komen." is.

### Praktijk
Een burgemeester wordt in de praktijk voorgedragen door de meerderheid van de gemeenteraad, maar formeel is dat niet noodzakelijk. Meestal is hij ook gemeenteraadslid maar in uitzonderlijke omstandigheden kan dit ook iemand van buiten de raad zijn.
Enkele burgemeesters benoemd buiten de raad zijn 'erfopvolgingen' tijdens een legislatuur waarbij de nieuwe burgemeester een familielid opvolgt en nog geen raadslid kon zijn omdat twee zulke dichte familieleden niet samen in de gemeenteraad mogen zetelen:
- Hulshout, 1981: Mark Verhaegen (CVP) volgde zijn vader Joris op;
- Ichtegem, 1968-71: Pharaïlde Stael (CVP) volgde haar man Alberic Verscheure op;
- Nieuwkerke (Heuvelland), 1962: José Lemaire (CVP) volgde zijn vader Leon op;
- Booischot (Heist-op-den-Berg), 1959: Carl Demolder (CVP) volgt zijn vader Germain op;
- Zwevegem, 1962: Antoine Bekaert (CVP) volgt zijn vader Leon op.

Andere voorbeelden van burgemeesters benoemd buiten de raad :
- Ravels, 2010: Walter Luyten (CD&V), was daarvoor OCMW-voorzitter;
- Koksijde, 1990: Jos Leye;[2]
- Bredene, 1983: Roger Eerebout (CVP), was daarvoor gedeputeerde.
- Lochristi, 1959: Jan De Schrijver, was niet verkiesbaar ten tijde van de gemeenteraadsverkiezingen.[3]

De benoeming van Jos Leye tot burgemeester van Koksijde in 1990 is een zeldzaam voorbeeld waarbij men op zoek ging naar een neutraal persoon buiten de lokale politiek om burgemeester te worden. De reden voor deze demarche van de gouverneur was dat er door verschillende overlopingen geen stabiele meerderheid was, er waren al drie verschillende kandidaat-burgemeesters door verschillende meerderheden na elkaar voorgedragen.
Een burgemeester die niet gesteund wordt door een meerderheid in de gemeenteraad is zo mogelijk nog zeldzamer.
- Vlaams minister van Binnenlands Bestuur Liesbeth Homans (N-VA) heeft in 2015 gemeenteraadslid Eric De Bruycker van de oppositiepartij ProLink (2 zetels) benoemd tot burgemeester van Linkebeek, dit tegen de meerderheidspartij LB in, die Damien Thiéry (MR) bleef steunen.
- Een randgeval is Diepenbeek in 2006: Etienne Steegmans (VDD) was oorspronkelijk voorgedragen door een meerderheid (CD&V-VDD + VLD) en tot burgemeester benoemd, maar bij de installatievergadering van de gemeenteraad kwam er een andere meerderheid tot stand voor de verkiezing van het schepencollege (sp.a + VLD + Groen + één onafhankelijk raadslid afkomstig van CD&V-VDD).[5]
- Charles-Ferdinand Nothomb (PSC) dacht in een neutrale burgemeester buiten de raad de oplossing gevonden te hebben voor het probleem-Happart in Voeren. Hij liet de koning op 17 oktober 1986 de benoeming ondertekenen van Roger Wynants, een toen 43-jarige Franstalige leraar Nederlands in Visé, afkomstig uit Sint-Martens-Voeren, waar zijn vader burgemeester was voor de fusie. Maar de Happart-groep zette Wynants zodanig onder druk dat die de benoeming niet durfde aanvaarden, hij wilde de eed niet afleggen. Nothomb nam de dag daarop ontslag als minister van binnenlandse zaken om zijn verantwoordelijkheid te nemen voor het mislukken van 'zijn' oplossing.

In België wordt het burgemeesterschap soms (in het verleden dikwijls) gekenmerkt door lange bestuursperiodes door een en dezelfde persoon of familie.
- Alfred Amelot was 68 jaar burgemeester in de gemeente Zingem (1896-1964); zijn grootvader Jacques-Chrétien Amelot was het 46 jaar (1804-1850).
- Joseph Matthys stond 60 jaar aan het hoofd van de gemeente Herzele (1896-1956).
- Joannes Dirix, 56 jaar burgemeester van Kemzeke (1832-1888). Zijn opvolger Napoleon Bohyn was het 45 jaar (1888-1933).
- Jules Storme, 56 jaar burgemeester van Waregem (1848-1904).
- Jozef Browaeys, 54 jaar burgemeester van Horebeke (1965-2018).
- Jules Maenhaut van Lemberge, 52 jaar burgemeester van Lemberge (1888-1940).
- Baron Gaëtan della Faille d'Huysse, 52 jaar burgemeester van Huise (~1874-1926). Zijn dochter Agnès volgde hem op en was de volgende 43 jaar (1927-1970) burgemeester.
- Carlos van Crombrugghe werd in 1956 gevierd voor 50 jaar burgemeesterschap; 7 leden van zijn familie bestuurden er de voormalige gemeente Sint-Martens-Leerne, samen goed voor 146 jaar bestuur.
- Graaf Amedée Visart de Bocarmé stond 48 jaar aan het hoofd van de stad Brugge (1876-1924).
- Auguste Lippens was 45 jaar burgemeester van Moerbeke (1847-1892) en ook de volgende 75 jaar werd de sjerp door iemand van de familie Lippens gedragen.

De burgemeesters kwamen meestal uit de families van regenten, adel, grootgrondbezitters, herenboeren of industriëlen. Die namen dan zelf de taak op of lieten het over aan anderen. In België waren de burgemeesters vroeger vaak bierbrouwers, zoals in de gemeenten Drongen, Merchtem, Laarne, Opwijk, Steenhuffel, Wieze, Landegem en Ulbeek.
Pas na de Tweede Wereldoorlog kwam er een democratisering van het ambt.
België kent het fenomeen van de "verhinderd burgemeester": ambtsdragers die de uitvoering van hun bevoegdheden overlaten aan een waarnemer omdat zij een conflicterende dubbelfunctie hebben aanvaard, bijvoorbeeld die van minister of eurocommissaris. Zo bleef federaal premier Elio Di Rupo burgemeester van Bergen tijdens zijn periode aan het hoofd van de regering en bleef eurocommissaris Karel De Gucht burgemeester van Berlare. Er wordt in deze gevallen ook wel gesproken van "titelvoerend burgemeester".

### Districtsburgemeester
Sinds de decentralisatie in 2001 hebben de Antwerpse districten ook een uitvoerend districtscollege met "districtsschepenen" en een "districtsvoorzitter" die sinds 1 januari 2019 officieel ook wel "districtsburgemeester" wordt genoemd.

## Nederland

### Benoeming
Een burgemeester wordt in Nederland door de Kroon benoemd, nadat het kabinet met de benoeming heeft ingestemd op grond van een voordracht door de minister van Binnenlandse Zaken en Koninkrijksrelaties gebaseerd op een aanbeveling van de gemeenteraad van de bewuste gemeente. Het is echter niet nodig dat de gemeenteraad iemand voordraagt.
In een aantal gemeenten (Delfzijl, Best, Vlaardingen, Boxmeer, Leiden, Zoetermeer, Utrecht en Eindhoven) is een burgemeestersreferendum gehouden, waarin de bevolking kon kiezen tussen twee kandidaten. Dit referendum had een raadplegend karakter en was niet bindend. Aangezien de ervaringen niet positief waren (lage opkomst bij referenda en beperkte keuze voor de kiezer) wordt het burgemeestersreferendum niet meer toegepast.

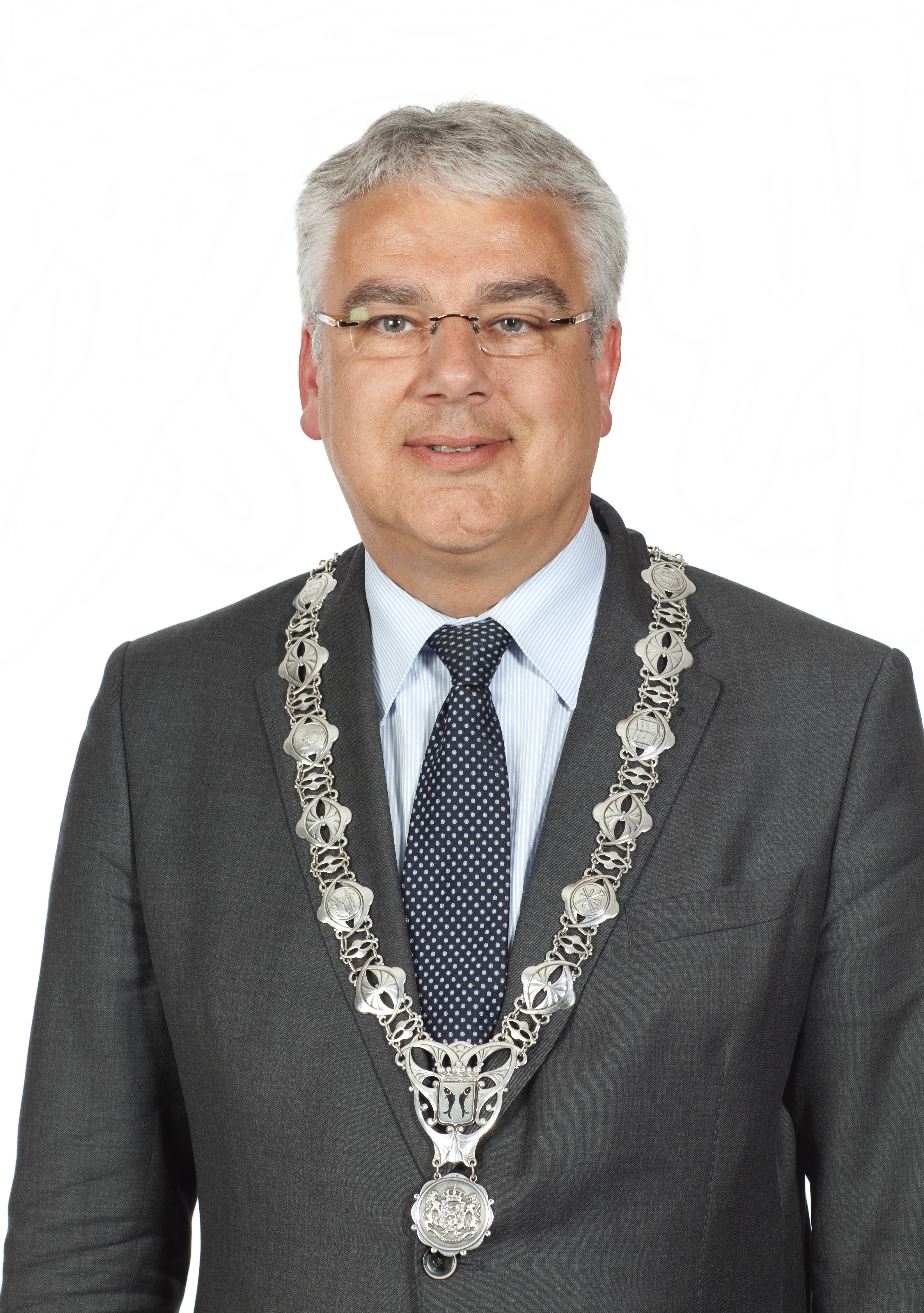
Voormalig burgemeester Frank Koen met ambtsketen

Nederlandse burgemeesters dragen (in bepaalde omstandigheden) een ambtsketen en worden benoemd voor een ambtsperiode van zes jaar. Na afloop van die termijn van zes jaar zijn zij telkens weer voor zes jaar herbenoembaar.

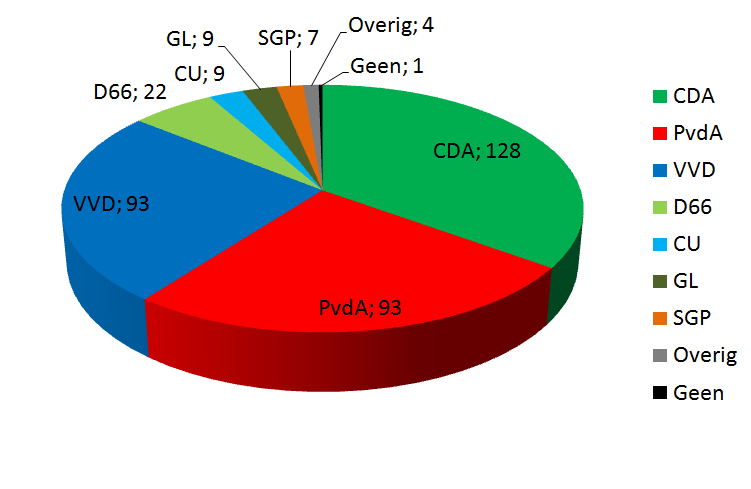
Burgemeesters in Nederland naar politieke overtuiging. Grafiek gebaseerd op gegevens van het ministerie van Binnenlandse Zaken (13 december 2011).

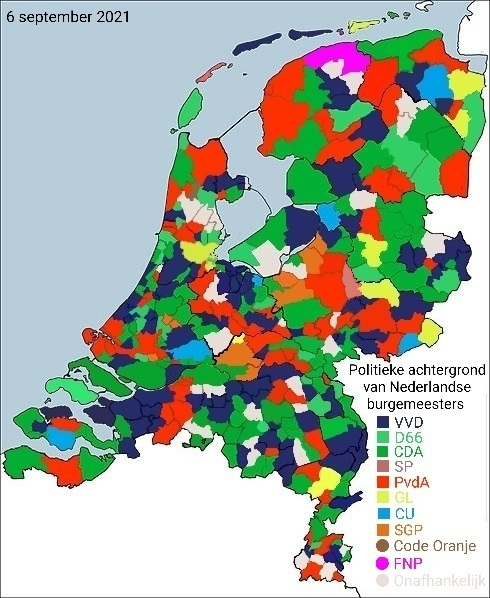
Overzicht van de politieke achtergrond van Nederlandse burgemeesters (6 september 2021).

In 2009 kondigde PvdA-minister Guusje ter Horst aan dat zij voornemens was om het burgemeesters niet toe te staan langer dan drie termijnen (18 jaar) in het ambt te zijn van één gemeente. Na kritiek van haar coalitiegenoot CDA en van oppositiepartij VVD trok zij dit voorstel weer in.
Artikel 43 van het Rechtspositiebesluit burgemeesters bepaalt: Aan de burgemeester wordt met ingang van de eerste dag van de maand, volgend op die waarin hij de leeftijd van 70 jaar heeft bereikt, eervol ontslag verleend. Dit was eerder 65 jaar.
In het verleden zijn er burgemeesters geweest die ook nog na hun 70e burgemeester waren. De burgemeesters met de langste ambtstermijn in de Nederlandse geschiedenis bij één gemeente zijn Nicolaas Stephanus van Meurs, die tussen 1802 en 1863 61 jaar burgemeester van Heerde was en Jan Dirk Preuijt die tussen 1823 en 1886 zelfs ongeveer 62 jaar burgemeester van Geervliet was. Willem Götte werd in 1811 schout van Goor, dat enkele jaren later gesplitst werd in de gemeente Goor en de gemeente Markelo. Tot 1872 bleef hij de burgemeester van Markelo. Voor de jongste burgemeester zie de lijst van jongste burgemeesters van Nederland.
De Grondwet bepaalt dat de burgemeester bij koninklijk besluit wordt benoemd.
De burgemeester vormt samen met de wethouders het dagelijks bestuur van de gemeente, het college van burgemeester en wethouders geheten (of vaak ook wel kortweg het college van B en W genoemd).
 De burgemeester is voorzitter van het college van burgemeester en wethouders en heeft stemrecht. Als de stemmen staken is die van de burgemeester doorslaggevend.
De burgemeester is voorzitter van de gemeenteraad maar kan niet tevens raadslid zijn. In de gemeenteraad heeft de burgemeester geen stemrecht. In 2008 is een eerste stap gezet om het voorzitterschap van de gemeenteraad niet meer verplicht bij de burgemeester te leggen door deze bepaling uit de Grondwet te schrappen, maar de Gemeentewet blijft deze verplichting vooralsnog voorschrijven.
Iemand kan gelijktijdig burgemeester zijn van meer dan één gemeente. Op het moment van de benoeming van de burgemeester mogen die gemeenten samen niet meer dan 10.000 inwoners hebben. Vanwege de samenvoeging van gemeenten (gemeentelijke herindeling), zijn er steeds minder kleine gemeenten die een burgemeester delen met een andere.
De burgemeester moet wonen in de gemeente - of in een van de gemeenten - waarvan hij of zij burgemeester is. Een van buiten de gemeente benoemde burgemeester moet uiterlijk binnen één jaar na de benoeming zijn verhuisd. Gemeenteraden kunnen een ontheffing verlenen van deze verplichting, bijvoorbeeld als de gemeente op de nominatie staat om heringedeeld te worden binnen de ambtstermijn van de burgemeester.

#### Deconstitutionalisering burgemeesterbenoeming
In 2002 is een wetsvoorstel om de bepaling in de Grondwet dat de burgemeester bij koninklijk besluit wordt benoemd te schrappen, door beide Kamers der Staten-Generaal aanvaard in eerste lezing (de Eerste Kamer heeft het wetsvoorstel toen zonder debat bij acclamatie aangenomen). Op 22 maart 2005 heeft de Eerste Kamer dit wetsvoorstel in tweede lezing (waarbij een tweederdemeerderheid vereist is) in de Nacht van Van Thijn met 42 stemmen voor en 31 stemmen tegen verworpen, waardoor de Grondwet ongewijzigd bleef.
Zeven jaar later, in 2012, diende het Tweede Kamerlid Schouw een initiatiefvoorstel in van een vergelijkbare strekking. Dit voorstel werd wederom in eerste lezing door beide kamers aangenomen: de Tweede Kamer in 2013 en de Eerste Kamer in 2015. De Tweede Kamer heeft het na de verkiezingen van 2017 op 23 januari 2018 in tweede lezing aangenomen. De Eerste Kamer stemde ook in op 20 november 2018. De benoemingsprocedure van de burgemeester wordt hierdoor niet meer voorgeschreven door de grondwet, waardoor het mogelijk is om met een gewone wetswijziging een andere procedure vast te stellen. Daar zijn echter nog geen plannen voor ingediend, waardoor voorlopig burgemeesters benoemd zullen blijven bij koninklijk besluit.

### Bevoegdheden en taken
De burgemeester is in Nederland niet het hoofd van de gemeente. Hoofd van de gemeente is de gemeenteraad, die bestaat uit door de bevolking gekozen vertegenwoordigers. De burgemeester maakt daar geen deel van uit en hij heeft daar geen stemrecht of het recht onderwerpen voor te dragen. Wel is de burgemeester voorzitter van de raad en mag hij deelnemen aan de discussies (beraadslagingen), maar in die functie heeft hij vooral organisatorische taken en geen extra bestuurlijke bevoegdheden.
De burgemeester is hoofd van de politie en de brandweer in zijn gemeente en de verantwoordelijke voor de openbare orde en de veiligheid.
Als voorzitter van het college en de raad heeft de burgemeester mede tot taak om de kwaliteit van het bestuur in de gemeente te bewaken en de interne afstemming binnen de gemeente te bevorderen.
De burgemeester is niet alleen voorzitter van de raad en voorzitter van het college. Hij is ook zelf een bestuursorgaan en heeft zijn eigen bevoegdheden. Deze hebben vooral betrekking op openbare orde en veiligheid. De burgemeester heeft het toezicht op openbare bijeenkomsten en op voor het publiek openstaande gebouwen, zoals horecagelegenheden. In geval van nood is hij bevoegd noodbevelen te geven en noodverordeningen vast te stellen. De burgemeester heeft het opperbevel bij brand en ongevallen, waarbij de brandweer is ingeroepen.
Ook heeft de burgemeester representatieve taken. Hij vertegenwoordigt de gemeente "in en buiten rechte", dus als de gemeente partij is in een rechtszaak moet de burgemeester worden gedagvaard en als namens de gemeente een overeenkomst of andere stukken moeten worden ondertekend, is hij als enige bevoegd.
Elk jaar brengt de burgemeester het burgerjaarverslag uit. Daarin wordt verslag uitgebracht onder andere over de kwaliteit van de gemeentelijke dienstverlening richting de burger, inspraak en burgerparticipatie.

### Loco- en waarnemend burgemeester
Als de burgemeester verhinderd is zijn ambt uit te oefenen of als er geen burgemeester is, dan wordt het ambt waargenomen door een door het college van burgemeester en wethouders aangewezen wethouder. De wethouder die het burgemeestersambt waarneemt wordt locoburgemeester genoemd. Wanneer alle leden van het college van burgemeester en wethouders afwezig zijn wordt de nestor van de gemeenteraad, en daarna de in anciënniteit tweede enzovoort, locoburgemeester. De gemeentesecretaris komt als ambtenaar niet in aanmerking voor de tijdelijke vervulling van dit ambt.
Een waarnemend burgemeester is een door de commissaris van de Koning tijdelijk aangestelde vervanger als er langere tijd geen gewone burgemeester in functie is in een gemeente.

### BES-eilanden

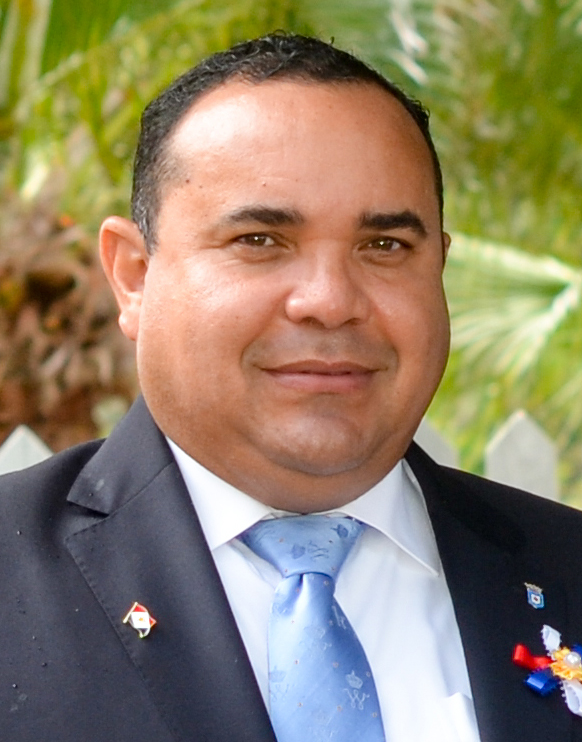
Edison Rijna is anno 2021 gezaghebber op Bonaire

Hoewel de BES-eilanden zich binnen het Koninkrijk der Nederlanden bevinden, hebben zij geen burgemeesters. Deze drie afzonderlijke Caribische openbare lichamen worden daarvoor in de plaats vertegenwoordigd door een gekozen eilandraad, met aan het hoofd de gezaghebber en de eilandgedeputeerden.

### Historisch
Het ambt van burgemeester komt reeds voor in de Nederlandse steden in de middeleeuwen. Zo komen de eerste burgemeesters van Groningen en van Dordrecht voor in de 13e eeuw en de eerste burgemeesters van Amsterdam in de 14e eeuw. Eeuwenlang was het mogelijk dat steden tot vier burgemeesters gelijktijdig hadden. Vanaf 1824 was in Nederland het "Reglement voor het Bestuur in de Steden" van kracht, dat bepaalde dat er voortaan sprake zou zijn van niet meer dan één burgemeester. De Gemeentewet van 1851 heeft die beleidslijn voortgezet, die opnieuw werd bevestigd door de herziene Gemeentewet van 1994.
Aan het begin van de 15e eeuw verleende graaf Albrecht van Beieren aan Amsterdam een privilege waarbij de hoofdmacht van de stad in handen werd gelegd van burgemeesteren, gekozen door de oud-raad. Dit college, bestaande uit schepenen, oud-schepenen, 'burgemeesteren' en 'oud-burgemeesteren', koos op Vrouwendag (2 februari) drie burgemeesters, die uit de aftredende functionarissen een vierde benoemden. Bijna vier eeuwen lang, tot de omwenteling van 1795 bleef die unieke macht van burgemeesters van de stad op deze wijze geregeld.
De schepenen van Antwerpen stelden in 1409 twee borchmaistres aan, zonder toestemming van de hertog, een binnenburgemeester en een buitenburgemeester. Ook deze bijzondere macht bleef er tot 1794 zo geregeld.
In onder meer Noord-Brabant was de functie van de burgemeester vóór 1795 een heel andere; de burgemeesters of borgemeesters beheerden de dorpskas. In Venlo (toentertijd onderdeel van het Hertogdom Gelre) kwamen vanaf 1348 twee burgemeesters voor (tot 1679, toen het één functie werd), namelijk de regerend burgemeester en de paijburgemeester (beide functies bestonden overigens ook in Roermond), waarbij paij betekent "betaal", dus wat we nu een wethouder van financiën zouden noemen.
In Wijk aan Zee werd eenmaal per jaar (op vastenavond) twee burgemeesters of 'kiezers' uit de gelederen der oud-schepenen aangesteld. Hun enige rol was om een deel van het college van schepenen te vervangen door nieuw gekozen kandidaten. De aanstelling was voor twee achtereenvolgende jaren en hun termijne overlapte, zodat er elk jaar een aftrad en een nieuwe burgemeester erbij verkozen werd.
Ook op Schokland (een voormalig eiland in de voormalige Zuiderzee) kent men voor 1795 'burgemeesters'. Hun functie is min of meer te vergelijken met die van de tegenwoordige wethouder. In 1767 bestaat het gerecht van Emmeloord (het noordelijke deel van Schokland) - op dat moment eigendom van Amsterdam - uit een schout, die tegelijk secretaris is, en vijf burgemeesters, die ook schepen zijn. Zij leggen een schepeneed af en blijven twee jaar in functie. Rond Pasen worden het ene jaar drie burgemeesters vervangen, het andere jaar twee.
Na de inlijving van het Koninkrijk Holland bij het Franse Keizerrijk in 1810 en de invoering van de Franse wetgeving in 1810 en 1811 kwam de functie van burgemeester aan de maire, geassisteerd door een adjunct-maire. Bij de invoering van de grondwet van 1814 werd als vanouds onderscheid gemaakt tussen stedelijke gemeenten en plattelandsgemeenten. In de steden werden de maires weer aangeduid als burgemeester, terwijl in de plattelandsgemeenten de maires tot 1825 schouten werden genoemd.
Tot ruim in de twintigste eeuw was het burgemeestersambt in Nederland in de praktijk voorbehouden aan mannen. In 1946 kwam met de benoeming van Truus Smulders-Beliën hierin echter verandering. Maar na haar benoeming bleef zij nog lang de enige vrouwelijke burgemeester van Nederland. Pas op 16 oktober 1964 werden twee andere vrouwen tot burgemeester benoemd: M. van der Wall-Duyvendak (Geldermalsen) en mr. C.M. s'Jacob-des Bouvrie (Leersum). Daarna kwamen er langzamerhand meer zoals: Henriëtte Louise Mathie van Hangest d'Yvoy (Rozendaal, 1968), Joke Stoffels-van Haaften (Heiloo, 1968), Gerda van den Bosch-Brethouwer (Puttershoek, 1972), Anneke le Coultre-Foest (Blaricum, 1973), Rie van Soest-Jansbeken (Arcen en Velden, 1974), Woudy Veenhof (Barradeel, 1975), Marianne de Jong-Meijer (Graft-De Rijp, 1976) en Elly den Haan-Groen (Voorburg, 1976).

#### De eerste Nederlandse burgemeester van kleur
De eerste Nederlandse burgemeester van kleur was Adolf Willem Storm van 's Gravesande (Demerara, 26 januari 1817 - Lonneker, 21 september 1893). Zijn vader was slavenhouder en plantagehouder van plantage De Onderneeming Cornelis Gerard Storm van 's Gravesande en zijn moeder Lumea, een slaafgemaakte vrouw op die plantage. Hij werd in april 1859 burgemeester van Lonneker, een jaar voor de eerste stap in de afschaffing van slavernij op 1 januari 1860, en bleef dat ruim 34 jaar lang, tot zijn dood in september 1893.

### Crisissituaties
Evenals de wethouders van een gemeente zijn burgemeesters steeds meer afhankelijk geworden van het vertrouwen van de gemeenteraad. Uit een onderzoek naar bestuurlijke probleemsituaties rond burgemeesters, dat in 2006 in opdracht van de toenmalige minister van Binnenlandse Zaken Remkes en het Nederlands Genootschap van Burgemeesters werd verricht door de Open Universiteit en een particulier adviesbureau, bleek het belang van persoonlijke eigenschappen om crisissituaties het hoofd te kunnen bieden, om het vertrouwen van de gemeenteraad te kunnen blijven genieten.
Het onderzoek werd uitgevoerd door een team onder leiding van prof. dr. A.F.A. Korsten en prof. dr. H. Aardema en richtte zich op het gedwongen vertrek van burgemeesters in Nederlandse gemeenten in de periode 2000 tot en met 2005. In deze periode werden 36 ‘gevallen’ burgemeesters getraceerd (op een totaal aantal van ca. 460 gemeenten).
Het moeilijkst bleek het voor burgemeesters te overleven in "bestuurlijk risicovolle" gemeenten, dat wil zeggen gemeenten die worden gekenmerkt door een optelsom van factoren zoals een instabiel college, een in kleine fracties opgedeelde gemeenteraad en wat genoemd werd een "negatieve bestuurscultuur".

### Burgemeester in oorlogstijd
De positie van een (niet fascistische) "burgemeester in oorlogstijd" was moeilijk tijdens de Tweede Wereldoorlog. Op grond van het landoorlogreglement, een internationaal verdrag, moesten zij de Duitse bezetter bijstaan, maar deze moest op zijn beurt de Nederlandse en Belgische wet en rechtsorde respecteren. Van dat laatste kwam niets terecht. De burgemeesters stonden zo voor een dilemma. Zij zouden kunnen aftreden en zouden dan worden vervangen door een fascist die nog meer schade aan zou richten. Ze konden ook aanblijven om hun burgers zoveel mogelijk te beschermen en liepen dan het risico gecompromitteerd te raken door in te gaan op de eisen van de bezettende macht.
Afgezien van de door Rijkscommissaris Seyss-Inquart benoemde burgemeesters die lid van de N.S.B. waren en onmiddellijk na de bevrijding buiten functie werden gesteld, zijn als resultaat van de zuivering 700 Nederlandse burgemeesters na de oorlog ontslagen. Hun gedrag was volgens het Centraal Orgaan voor de Zuivering van Overheidspersoneel niet in overeenstemming met de door de Nederlandse regering in 1937 gegeven richtlijn. Vriendschappelijke contacten met Duitsers telden zwaar, maar vooral het meewerken aan verdedigingsmaatregelen dan wel het (gedwongen) rekruteren van arbeiders die die stellingen aanlegden, werd de burgemeesters zwaar aangerekend.

### Nederlander van het Jaar 2018
Op 6 december 2018 maakte de redactie van Elsevier bekend dat ze de (bedreigde) burgemeester had uitgeroepen tot Nederlander van het Jaar 2018. Volgens het blad konden de burgemeesters wel een steuntje in de rug gebruiken, aangezien tientallen met de dood worden bedreigd of te maken hebben met ander fysiek of verbaal geweld. Dat heeft niet alleen te maken met de bestrijding van drugscriminaliteit, waarvan de burgemeester vaak het gezicht is (en niet de politie of de officier van justitie). Maar ook de "gewone" burger weet de burgemeester te vinden als het gaat om locaties voor asielzoekerscentra, Zwarte Piet of vuurwerkverboden.

## Duitsland
In Duitsland heet een burgemeester Bürgermeister. Grote steden, om precies te zijn kreisfreie Städte, hebben een Oberbürgermeister en meerdere Bürgermeister. De wetgeving rond de gemeentes en daarmee de burgemeesters hangt van de deelstaten af. In vrijwel alle deelstaten wordt de burgemeester direct door het volk gekozen. Zijn ambtstermijn duurt vier, vijf of zes jaar. Hij is niet alleen hoofd van de administratie maar ook van de gemeenteraad.
De drie steden Berlijn, Hamburg en Bremen zijn deelstaten. De burgemeesters worden er door het deelstaatparlement en niet door het volk gekozen. Ze zijn dus eerder vergelijkbaar met de ministers-presidenten van deelstaten dan met de burgemeesters van normale steden. De burgemeester van Berlijn heeft de titel Regierender Bürgermeister, die van Hamburg Erster Bürgermeister en de burgemeester van de deelstaat Bremen Bürgermeister und Präsident des Senates.

## Gemenebest van Naties
- In Engeland, Wales en Noord-Ierland is het een ceremoniële functie, gewoonlijk voor één jaar. Een Lord Mayor heeft soms reguliere mayors onder zich, met uitvoerende bevoegdheden. Alleen plaatsen met stadsrechten kunnen een Lord Mayor hebben; een stad die zich niet ‘city’ mag noemen, bezit hooguit een mayor. De Lord Mayor (of Lord Provost) wordt door de gemeenteraad benoemd en hoeft niet uit de regerende factie te komen: de bekleder van het ambt moet de stad vertegenwoordigen en politiek neutraal zijn. De functie als dusdanig is onbezoldigd; activiteiten die door de Lord Mayor in het kader van zijn of haar ambt worden georganiseerd, kunnen echter door de kas van de stad worden bekostigd. De vrouwelijke tegenhanger Lady Mayoress slaat daarentegen op een andere, optionele functie, die in de vaste begeleiding en ondersteuning van de Lord Mayor bestaat. De Lord Mayor kan, indien hij dat wenst, een Lady Mayoress aanduiden; in de tijd dat alleen mannen Lord Mayor werden, was de Lady Mayoress gewoonlijk hun vrouw. Daar evenwel Lord Mayor en Lady Mayoress twee verschillende protocollaire functies zijn, wordt een vrouwelijke burgemeester eveneens als Lord Mayor aangesproken. Zij kan desgewenst een Lady Mayoress aanwijzen; is de persoon die zij benoemt echter een man, dan vervalt voor dat jaar de functie van Lady Mayoress en spreekt men van de escort van de Lord Mayor. De Lord Mayor moet in het openbaar steeds de toepasselijke ceremoniële gewaden met ketting en eventueel een pruik dragen. De volgende steden hebben een Lord Mayor:
  - In Engeland: Birmingham, Bradford, Bristol, Canterbury, Chester, Coventry, Exeter, Kingston upon Hull, Leeds, Leicester, Liverpool, City of London, Manchester, Newcastle upon Tyne, Norwich, Nottingham, Oxford, Plymouth, Portsmouth, Sheffield, Stoke-on-Trent, City of Westminster en York
  - In Noord-Ierland: Belfast
  - In Wales: Cardiff en Swansea
- Schotland gebruikt in plaats van de titel Lord Mayor de titel Lord Provost. Steden met een Lord Provost zijn: Aberdeen, Dundee, Edinburgh en Glasgow.
- In Australië is Lord Mayor een politieke functie en bestaat in de volgende steden:
  - Adelaide, Brisbane, Darwin, Hobart, Melbourne, Newcastle, Parramatta, Perth, Sydney en Wollongong.
- In Canada is de enige plaats met een Lord Mayor Niagara-on-the-Lake, de eerste hoofdstad van de Britse kolonie Opper-Canada.
- De Maleisische stad Kuala Lumpur heeft sinds 1972 een Lord Mayor.

## Elders
- In Denemarken bestaat de titel Overborgmester, een functie die alleen in de hoofdstad Kopenhagen voorkomt.
- In Finland bestaat de titel ylipormestari voor de burgemeester van de hoofdstad Helsinki.
- In Ierland is Lord Mayor ook een ceremoniële functie die alleen bestaat in Dublin en Cork. De titel "burgemeester" is formeel afgeschaft in 2014 toen de "county boroughs" ophielden te bestaan. Deze wet laat echter wel toe dat de voorzitter van een stedelijke kiesdistrict informeel als burgemeester wordt aangeduid.
- In Tsjechië bestaat de titel Primátor, waarmee de burgemeester wordt aangeduid van een van de 23 statutaire steden (Tsjechisch: statutární město), de grotere Tsjechische steden.

## Trivia
- In het Nederlands kent men de uitdrukking: iemand burgemeester maken.[22] Het betekent dat de broek van een jongen naar beneden wordt getrokken en daar water in wordt gegoten.
- De vrouwelijke vorm die een stuk minder gebruikelijk is en vooral in België voorkomt, is 'burgemeesteres'.[23]